# Chasminodes atrata
Chasminodes atrata är en fjärilsart som beskrevs av Butler 1884. Chasminodes atrata ingår i släktet Chasminodes och familjen nattflyn. Inga underarter finns listade i Catalogue of Life.